# Ульотні дівчата
«Ульотні дівчата» (англ. Girls Trip) — американська кінокомедія 2017 року режисера Малкольма Д. Лі з Реджиною Голл, Тіффані Геддіш, Джадою Пінкетт-Сміт та Квін Латіфа у головних ролях.

## Сюжет
Чотири жінки середнього віку, Раян, Діна, Саша та Ліза, разом навчалися і здружилися в коледжі, але з часом стали бачитися все рідше. 
На шляху досягнення життєвого успіху вони стикаються з матеріальними проблемами, подружньою зрадою, відсутністю партнера, неможливістю реалізації планів та іншими неприємними обставинами. Тож, коли найбільш успішна з них, Раян, що стала письменницею і домоглася, здається, всього, чого хотіла, запрошує подруг на кілька днів на щорічний музичний фестиваль Essence Festival у Новому Орлеані, де вона буде головною доповідачкою, вони з радістю погоджуються.
На фестивалі жінки відкриваються одна одній заново, і їхня дружба проходить нове випробування.

## В ролях
| Актор              | Роль                         |
| ------------------ | ---------------------------- |
| Реджина Голл       | Раян Пірс                    |
| Тіффані Геддіш     | Діна                         |
| Джада Пінкетт-Сміт | Ліза Купер                   |
| Квін Латіфа        | Саша Франклін                |
| Лоренц Тейт        | Джуліан Стівенс, музикант    |
| Майк Колтер        | Стюарт Пірс, чоловік Раян    |
| Кейт Волш          | Елізабет Давеллі, агент Раян |
| Кофі Сірібое       | Малік, молодий жеребець      |
| Дебора Айорінде    | Симона, коханка Стюарта      |
| Лара Грайс         | Бетані Маршалл, рекламістка  |
| Майк Еппс          | продавець абсенту            |

## Сприйняття
Фільм отримав схвальні відгуки: на Rotten Tomatoes оцінки фільму 91% на основі 74 відгуків від критики і 78% від понад 10 000 глядачів.
Фільм був успішним в прокаті, при бюджеті 19 млн $ зібравши 140,9 мільйонів $.
Фільм був номінований на цілий ряд кінонагород, здобувши кінопремії Асоціації афроамериканських кінокритиків і «NAACP Image Award». На здобуття премій були висунуті окремі виконавці та творці фільму. Тіффані Геддіш отримала нагороди Асоціації афроамериканських кінокритиків, «Black Reel Awards», «NAACP Image Awards» та Спільноти кінокритиків Нью-Йорка як найкраща акторка другого плану. Вона також отримала кінонагороди MTV за найкращий прорив року і за найкраще комедійне виконання.